# Dawid Assaf
Dawid Assaf (ur. 1956 w Tel Awiwie) – izraelski historyk, profesor w Instytucie Historii Uniwersytetu w Tel Awiwie, bloger.

## Życiorys
Urodzony w 1956 roku w Tel Awiwie historyk nowożytny, profesor w Instytucie Historii Uniwersytetu w Tel Awiwie, jest badaczem dziejów wschodnioeuropejskich Żydów specjalizującym się w historii późnego chasydyzmu. Od 2011 roku prowadzi też blog Oneg Szabat. Nazwa, której dosłowne tłumaczenie brzmi „szabatowe zebranie”, nawiązuje do podziemnej organizacji, która od października 1939 do kwietnia 1943 roku prowadziła archiwa warszawskiego Getta.
Przed II wojną światową rodzice Dawida mieszkali w warszawskiej dzielnicy żydowskiej, w kamienicy na rogu ówczesnej ulicy Zamenhofa i ulicy Gęsiej, w okolicach dzisiejszej ulicy Mordechaja Anielewicza. Ojciec, Mosze Krone, wyemigrował do Palestyny w 1937 roku. Matka – Rachela opuściła Polskę dopiero w sierpniu 1939 roku – zaledwie kilka dni przed napadem hitlerowców. Reszta rodziny zginęła podczas Zagłady.
Po zakończeniu II wojny światowej Mosze Krone został oddelegowany do pierwszego konsulatu izraelskiego w Stanach Zjednoczonych. Wrócił jednak do Tel Awiwu w 1952 roku.
Assaf wychował się w środowisku narodowo-religijnym. Chodził do państwowej szkoły religijnej. Po pomyślnym zakończeniu liceum w mieście Jawne służył jako podoficer w izraelskich wojskach pancernych. W wieku 24 lat, podczas studiów licencjackich na Uniwersytecie Hebrajskim w Jerozolimie, zmienił nazwisko na Assaf. Studia skończył w 1985 roku uzyskując ocenę magna cum laude. W 1992 roku obronił z wyróżnieniem rozprawę doktorską o chasydach w zaborze rosyjskim w pierwszej połowie XIX wieku, ze szczególnym uwzględnieniem biografii Israela z Rużina. Dysertacja została opublikowana w 1997 roku w języku hebrajskim, a w 2002 roku ukazał się jej przekład angielski.

## Praca
W 1994 roku Assaf objął stanowisko naukowo-dydaktyczne na Uniwersytecie Telawiwskim, na którym pracuje do dziś. Od 2004 roku kieruje Zakładem Historii Żydów w Polsce i Stosunków Polsko-Żydowskich. W 2005 roku uzyskał profesurę i stał się dyrektorem Instytutu Historii. Urząd piastował do 2007 roku i znowu od 2014 do 2016 roku.
Kierowany przez Assafa zakład przyjmuje corocznie kilkoro polskich magistrów zamierzających napisać doktorat w zakresie studiów żydowskich, ażeby mogli udoskonalić swoją znajomość języka hebrajskiego i poznać osobiście najważniejszych uczonych w wybranej dziedzinie. Kilkakrotnie organizował też warsztaty naukowe dla studentów studiów licencjackich i magisterskich.
Assaf był członkiem zespołu 120 uczonych pracujących wystawą stałą w Muzeum Historii Żydów w Polsce POLIN, powstałym ze współpracy samorządu terytorialnego Miasto Stołeczne Warszawa, Ministerstwa Kultury i Dziedzictwa Narodowego oraz stowarzyszenia Żydowski Instytut Historyczny w Polsce. Sfinansowane przez prywatnych darczyńców z całego świata muzeum składa się z ośmiu sekcji, w tym sześciu poświęconych historii Żydów przed Zagładą. Assaf został powołany jako ekspert w zakresie historii dziewiętnastowiecznej. Jego wkład był jednak szerszy, pokrywając okres rozbiorowy od 1772 roku aż do powstania drugiej Rzeczypospolitej w 1918 roku. Współpracował między innymi z amerykańskim profesorem Samuelem Kasowem i z profesorem Marcinem Wodzińskim z Uniwersytetu Wrocławskiego.

## Książki
- Derech hamalchut. Rabbi israel merużin umekomo betoldot hahasidut, The Zalman Shazar Center for Jewish History, Jerozolima, 1997.
- Ma szeraiti. Zichronotaw szel jechezkel kotik, The Diaspora Research Institute, Uniwersytet w Tel Awiwie, 1998.
- Bratslav: An Annotated Bibliography, The Zalman Shazar Center for Jewish History, Jerozolima, 2000.
- Regal Way: The Life and Times of Rabbi Israel of Ruzhin, Stanford University Press, Stanford, 2002.
- Journey to a Nineteenth-Century Shtetl: The Memoirs of Yechezkel Kotik, Wayne State University Press, Detroit, 2002.
- Na wenad. Zichronotaw szel jechezkel kotik, The Diaspora Research Institute, Uniwersytet w Tel Awiwie, Beth Shalom Aleichem, 2005.
- Caught in the Thicket: Chapters of Crisis and Discontent in the History of Hasidism, The Zalman Shazar Center for Jewish History, Jerozolima, 2006.
- Untold Tales of the Hasidim: Crisis and Discontent in the History of Hasidism, Brandeis University Press, Waltham, 2010.
- Beguiled by Knowledge: Anatomy of a Hasidic Controversy, University of Haifa Press, Tel Awiw, 2012.